# مرگ و خاکسپاری وینستون چرچیل
وینستون چرچیل در ۲۴ ژانویه ۱۹۶۵، در ۹۰ سالگی درگذشت.  مراسم وی، اولین مراسم تشییع جنازه دولتی برای فردی غیر از اعضای خانواده سلطنتی از زمان لرد کارسون در سال ۱۹۳۵ بود و تا تشییع جنازه الیزابت دوم در سال ۲۰۲۲ آخرین تشییع جنازه حکومتی در انگلستان بود. مراسم تدفین رسمی به مدت چهار روز به طول انجامید. برنامه‌ریزی برای مراسم تشییع جنازه، معروف به عملیات نه به امید، ۱۲ سال قبل از مرگ چرچیل آغاز شد. این کار پس از سکته چرچیل در سال ۱۹۵۳ و در دوره دوم خود به عنوان نخست‌وزیر انگلیس آغاز شد. پس از چندین بار تجدید نظر به دلیل ادامه حیات چرچیل، این طرح در ۲۶ ژانویه ۱۹۶۵، دو روز پس از مرگ وی صادر شد.
چرچیل صبح یکشنبه ۲۴ ژانویه ۱۹۶۵ در خانه خود در ۲۸ هاید پارک گیت لندن درگذشت. پزشک وی، لرد موران در ساعت ۸:۳۵ صبح مرگ وی را خبر داد. از سال ۱۹۴۹، وی دچار هشت سکته مغزی شده بود. آخرین سکته مغزی وی در ۱۵ ژانویه سال ۱۹۶۵ بود که هرگز بهبود نیافت. او بیشتر اوقات در حالت اغما بود و آخرین سخنانش را به دامادش کریستوفر سامیس گفته بود: «من از تمام این‌ها خسته شده‌ام.» بی‌بی‌سی درگذشت وی را ساعت ۹ صبح اعلام نمود. ملکه بلافاصله نامه تسلیت را به لیدی چرچیل ارسال کرد و گفت: «تمام دنیا با از دست دادن نبوغ چند جانبه او فقیر شده و با بینش و شجاعت غیرقابل توصیف او بقای این کشور و ملل مشترک‌المنافع، در مقابل بزرگ‌ترین خطراتی که تاکنون آنها را تهدید کرده‌است، یادبودی ماندگار برای رهبری وی خواهد بود.»
با حکم الیزابت دوم، بدن وی از ۲۶ ژانویه به مدت سه روز در تالار وست مینستر نگاه داشته شد. در ۳۰ ژانویه، ترتیب مراسم تشییع جنازه در کلیسای جامع سنت پاول انجام شد. از آنجا جسد توسط آب در امتداد رودخانه تایمز همراه با سلام‌های نظامی به ایستگاه واترلو منتقل شد. بعد از ظهر او در کلیسای سنت مارتین در بلادون، محل استراحت اجداد و برادرش به خاک سپرده شد. نمایندگان ۱۲۰ کشور، ۶۰۰۰ نفر، و به‌طور غیرمعمول توسط ملکه، بیش از ۱۰۰۰ پلیس و پرسنل امنیتی، شامل نه باند نظامی، ۱۸ گردان نظامی، ۱۶ فروند جنگنده برقی انگلیسی رویال فورس ایر، یک قایق ویژه ام وی هاونگور و یک قطار که وینستون چرچیل با آن تشییع شد در این مراسم حضور داشتند. همچنین ۳۲۱٬۳۶۰ با ادای احترام وی را تشییع نمودند، و بیش از ۳۵۰ میلیون نفر شاهد آن بودند. این بزرگ‌ترین مراسم تشییع جنازه تا آن تاریخ بود.

## برنامه تشییع

### خاکسپاری
پس از خدمات کلیسا، تابوت چرچیل به برج لندن منتقل شد. حزب حامل با ۶۰ فلوت زن هدایت می‌شد. رویال توپخانه با تأیید مواضع چرچیل (به عنوان رئیس دولت و لرد وارد کارگاه بنادر سینک) برای درود از ۱۹ اسلحه شلیک نمودند. این پیاده‌روی به برج پیر در جشنواره پیر منتقل شد، جایی که تابوت را روی تخته ام وی هاونگور بردند. رتبه‌های نیروی دریایی «فلوت زدند» و گروه رویال مارین موسیقی ای که برای لرد اول فرمانروای بریتانیا خواندند را اجرا نمودند. با گذر از تابوت وی از رودخانه تایمز، بیش از ۳۶ دستگاه اسکله جرثقیلهای خود را در حالی که کشتی از آن عبور می‌کرد، پایین آوردند و ادای احترام کردند.